# Wolfgang Engler

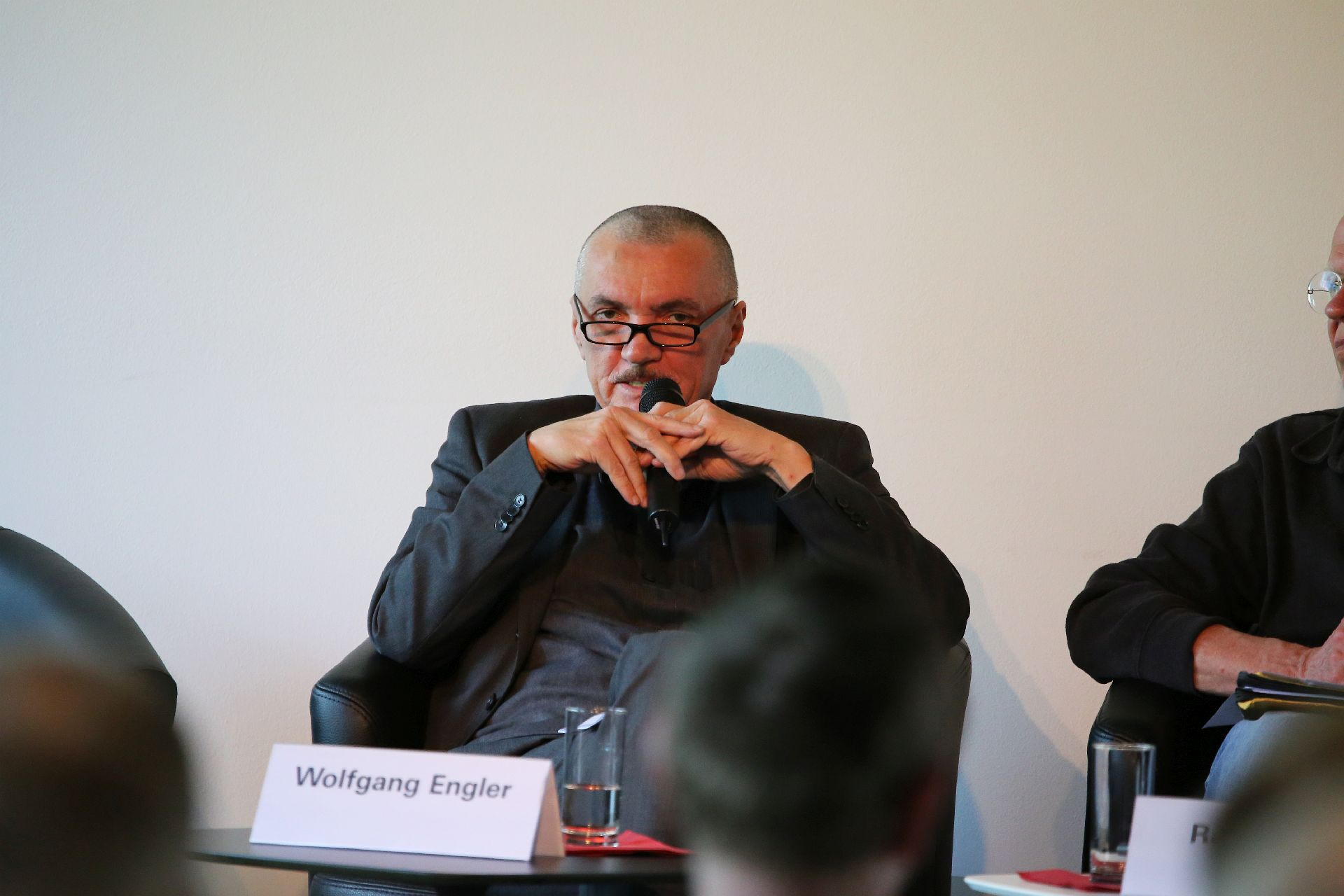
Wolfgang Engler, 2015

Wolfgang Engler (* 1952 in Dresden) ist ein deutscher Hochschullehrer für Kultursoziologie und Ästhetik sowie Publizist. Von 2005 bis 2017 war er Rektor der Hochschule für Schauspielkunst „Ernst Busch“ Berlin (HfS).

## Leben und Beruf
Engler besuchte in Ostberlin eine Polytechnische Oberschule und erlernte nach dem Schulabschluss den Beruf des Facharbeiters für elektronische Datenverarbeitung. Neben der Berufsausbildung erwarb er an der Volkshochschule das Abitur und studierte danach Philosophie (1973–1978) an der Humboldt-Universität zu Berlin. Nach dem Forschungsstudium und der Promotion 1980 war er als wissenschaftlicher Mitarbeiter am Zentralinstitut für Philosophie der Akademie der Wissenschaften der DDR tätig. Seit Herbst 1981 war er wissenschaftlicher Assistent im Institut für Schauspielregie, welches später in die HfS eingebunden wurde. Im Jahr 1987 wurde er mit dem Theoriebereich betraut und bis 1991 Prorektor für Gesellschaftswissenschaften. Er war SED-Mitglied, Reisekader und erfüllte bereits zu DDR-Zeiten u. a. einen Lehrauftrag in Klagenfurt. 1992 wurde er Professor für Kultursoziologie und Ästhetik an der Schauspielhochschule „Ernst Busch“ in Berlin, die ihn 2003 zum Honorarprofessor berief. Im Jahr 2005 wurde er deren Rektor. Mit der Wiederwahl durch den Erweiterten Akademischen Senat der Hochschule am 12. Juli 2013 wurde er für die kommenden vier Jahre im Amt bestätigt. Zu dieser Zeit war er der einzige ostdeutsch sozialisierte Rektor einer Hochschule. Nach seiner Emeritierung im September 2017 blieb Engler auch weiterhin Dozent im Fachbereich Regie. Während seines Rektorats war Engler wesentlich an der Zusammenführung der verschiedenen Studiengänge der HfS auf einem Zentral-Campus beteiligt, der im Oktober 2018 eröffnet wurde.

## Tätigkeit
Im Sommersemester 1990 nahm er eine Gastdozentur an der TU Hannover wahr, im Herbstsemester 1990/91 eine Professorenvertretung an der Goethe-Universität Frankfurt am Main.
1994/95 arbeitete Wolfgang Engler als Gastredakteur im Feuilleton der Hamburger Wochenschrift „Die Zeit“. Währenddessen lehrte er mit einer Unterbrechung als Wissenschaftlicher Mitarbeiter weiter an der HfS.
In seinen Beiträgen für Die Zeit, die tageszeitung, die Berliner Zeitung, die Süddeutsche Zeitung und für die Blätter für deutsche und internationale Politik beschreibt er Lebensformen in Ost und West.
In seiner Publikation Bürger, ohne Arbeit fordert er die Neuausrichtung der Gesellschaft von einem Recht auf Arbeit zu einem Recht auf Einkommen.

## Auszeichnungen
- 1999: Friedrich-Ebert-Stiftung: „Das politische Buch“ für sein Werk Die Ostdeutschen. Kunde von einem verlorenen Land
- 2000: Deutsche Gesellschaft für Soziologie: „für herausragende Leistungen auf dem Gebiet der öffentlichen Wirksamkeit der Soziologie“

## Publikationen
- Die Konstruktion von Aufrichtigkeit. Zur Geschichte einer verschollenen diskursiven Formation. Verlag der wissenschaftlichen Gesellschaften Österreichs, Wien 1989, ISBN 3-85369-776-3.
- Die zivilisatorische Lücke. Versuche über den Staatssozialismus. Edition Suhrkamp, 1992, ISBN 3-518-11772-6.
- Selbstbilder. Das reflexive Projekt der Wissenssoziologie. Akademie-Verlag, Berlin 1992, ISBN 3-05-001805-4.
- Die ungewollte Moderne. Edition Suhrkamp, 1995, ISBN 3-518-11925-7.
- mit Bernd Guggenberger (Hrsg.): Einsprüche. Kritik der politischen Tagesordnung. Aufbau-Verlag, Berlin 1996, ISBN 3-351-02439-8.
- Die Ostdeutschen. Kunde von einem verlorenen Land. Aufbau-Verlag, Berlin 1999, ISBN 3-351-02490-8.
- Die Ostdeutschen als Avantgarde. Aufbau-Verlag, Berlin 2002, ISBN 3-351-02545-9.
- Bürger, ohne Arbeit. Für eine radikale Neugestaltung der Gesellschaft. Aufbau-Verlag, Berlin 2005, ISBN 3-351-02590-4.
- Unerhörte Freiheit. Arbeit und Bildung in Zukunft. Aufbau-Verlag, Berlin 2007, ISBN 978-3-351-02656-1.
- Geistige Armut – kulturelle Amnesie. Belville-Verlag, München 2008, ISBN 978-3-936298-74-1.
- Lüge als Prinzip. Aufrichtigkeit im Kapitalismus. Aufbau-Verlag, Berlin 2009, ISBN 978-3-351-02709-4.
- Verspielt: Schriften und Gespräche zu Theater und Gesellschaft. Theater der Zeit, Berlin 2012, ISBN 978-3-942449-38-0.
- Authentizität! Von Exzentrikern, Dealern und Spielverderbern. Theater der Zeit, Berlin 2017, ISBN 978-3-95749-096-4.
- mit Jana Hensel: Wer wir sind. Die Erfahrung, ostdeutsch zu sein. Aufbau-Verlag, Berlin 2018, ISBN 978-3-351-03734-5.
- Die Ostdeutschen. Kunde von einem verlorenen Land. Erweiterte und aktualisierte Neuausgabe. Aufbau-Verlag, Berlin 2019, ISBN 978-3-7466-3589-7.
- Die offene Gesellschaft und ihre Grenzen. Matthes & Seitz, Berlin 2021, ISBN 978-3-7518-0300-7.
- Die andere Wahrheit. Theater der Zeit, Berlin 2021, ISBN 978-3-95749-363-7
- Brüche. Ein ostdeutsches Leben. Aufbau. Berlin 2025, ISBN 978-3-351-04245-5.